# زیردریایی سری ۶۰۰ (فرانسه)
زیردریایی سری ۶۰۰ (فرانسه) (به انگلیسی: French 600 Series submarines) یک زیردریایی است که طول آن ۶۲٫۴–۶۵٫۹ متر (۲۰۵–۲۱۶ فوت) می‌باشد.